# Brooklyn Rapid Transit Company

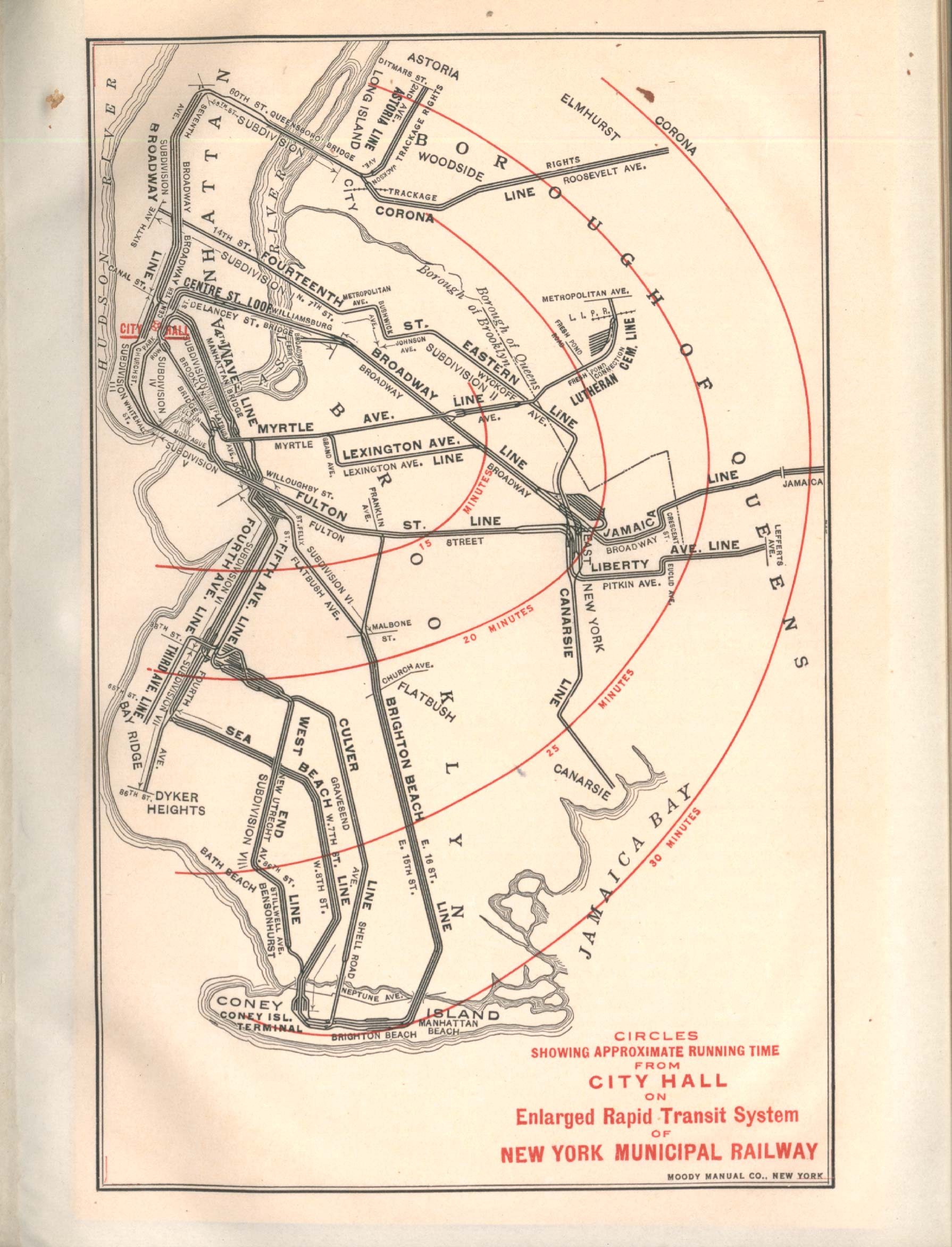
Le réseau de la BRT, ici en 1914, s'est progressivement étendu de Brooklyn et du Queens vers Manhattan grâce au développement du métro.

La Brooklyn Rapid Transit Company (ou BRT) était une entreprise de transport en commun de la ville de New York. Elle fut fondée en 1896 pour acquérir et consolider les lignes qui existaient à l'époque dans les arrondissements de Brooklyn et de Queens. Acteur proéminent et leader dans son domaine, elle était cotée au New York Stock Exchange sous le ticker « B ». Elle déposa cependant le bilan en 1919 et fut réincorporée en Brooklyn-Manhattan Transit Corporation (BMT) en 1923. Elle constitue avec l'Interborough Rapid Transit Company (IRT) et l'Independent Subway System (IND) l'une des trois entreprises à l'origine de l'actuel métro de New York.

## Histoire

### De la consolidation des réseaux de surface...

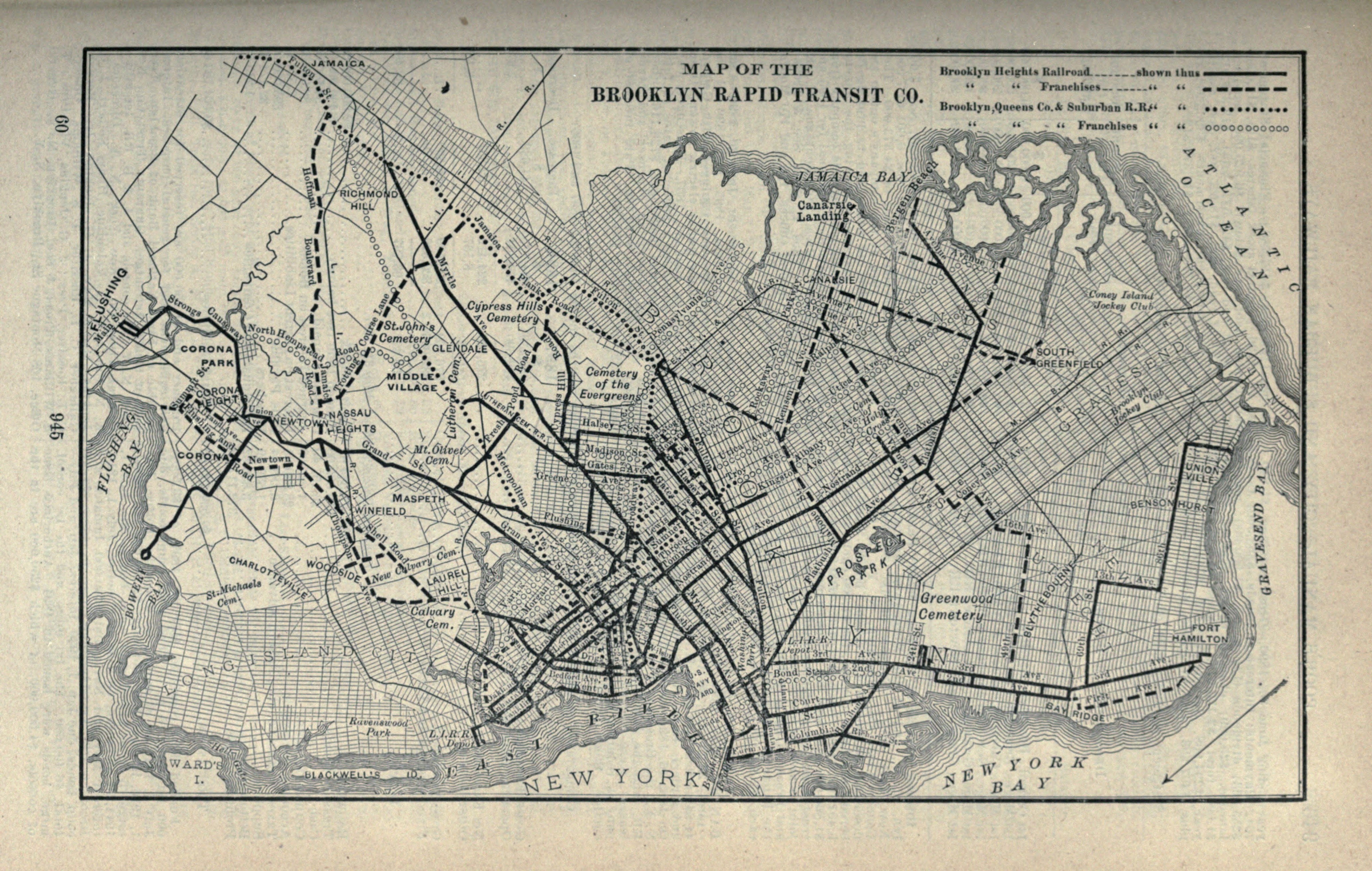
Le réseau de la BRT à Brooklyn en 1897. Le réseau ne se composait alors que de lignes aériennes et de voies ferrées en surface.

La BRT fut créée le 18 janvier 1896, et prit le contrôle du réseau de la Long Island Traction Company alors en faillite au mois de février de la même année. L'opération permit à la BRT d'acquérir le Brooklyn Heights Railroad et de prendre le Brooklyn City Railroad à bail. L'entreprise prit ensuite le contrôle du Brooklyn, Queens County and Suburban Railroad le 1er juillet 1898. À l'origine, les lignes de voies ferrées et les lignes de métro aériennes fonctionnaient avec des moteurs à vapeur, mais entre 1893 et 1900, ils laissèrent place à des alimentations électriques, sauf sur la ligne circulant sur le Brooklyn Bridge. Sur cette section particulière où un système de câbles fut utilisé à partir de 1883, l'électricité ne fit son apparition qu'en 1896.  
Au travers de nombreuses acquisitions, la BRT parvint à acquérir l'ensemble du réseau métropolitain et de tramway dans sa zone cible dès 1900. Les réseaux exploités par la BRT incluaient alors le Sea Beach Railway et le Sea View Railroad (Coney Island Elevated), acquis en novembre 1897, le Brooklyn Elevated Railroad et le Brooklyn and Brighton Beach Railroad (Brighton Beach Line), acquis en mars 1899, le Kings County Elevated Railroad (Fulton Street Line), acquis en novembre 1899 ainsi que le Prospect Park and Coney Island Railroad (Culver Line). Dans ce processus de consolidation des lignes existantes dans le Queens et Brooklyn, seul le Coney Island and Brooklyn Railroad resta indépendant, mais il fut lui aussi acquis quelques années plus tard, en 1913 ou 1914.

### ...à l'expansion par le métro
Le 16 juin 1908, la BRT ouvrit une première section de métro composée d'un unique terminal souterrain situé au pied du Williamsburg Bridge, au croisement de  Delancey Street et Essex Street. Le 4 mai 1913, la ligne fut prolongée sous Nassau Street jusqu'à Chambers Street sous le Manhattan Municipal Building, au pied du Brooklyn Bridge. Cette section de ligne correspond à l'actuelle BMT Nassau Street Line. La BRT ouvrit ensuite une première section de métro souterrain sous Fourth Avenue à Brooklyn le 22 juin 1915. Celle-ci traversait alors le Manhattan Bridge et rejoignait l'autre ligne sous Nassau Street au niveau de la station Canal Street.
Le premier segment de la principale ligne exploitée par la compagnie à Manhattan, la BMT Broadway Line fut ouvert le 4 septembre 1917, avec un terminus au niveau de 14th Street – Union Square. L'ensemble des lignes précédemment mentionnées, exception faite du tout premier segment ont été construites sous les Dual Contracts négociés en 1913 entre la ville de New York et les deux principales compagnies de métro de l'époque, la BRT et l'Interborough Rapid Transit Company.

### Guerre, endettement et faillite
L'éclatement de la Première Guerre mondiale, et la forte inflation qui l'accompagna plaça les opérateurs du métro de New York dans une situation difficile étant donné que les Dual Contracts fixaient le prix des voyages à 5 cents, ce qui correspondait à un peu moins de 3 cents une fois l'inflation prise en compte. L'accident de Malbone, qui eut lieu sur le réseau de la BRT le 1er novembre 1918, et qui reste à ce jour le pire accident jamais survenu dans le métro de New York avec 93 morts précipita la chute de l'entreprise, déjà en proie à des difficultés financières. La BRT déposa finalement le bilan en 1919, et fut finalement restructurée pour devenir la Brooklyn-Manhattan Transit Corporation en 1923.

### Héritage
Une partie des anciennes infrastructures aériennes du réseau de la BRT, datant de 1885 sont toujours utilisées aujourd’hui. La plus grande section fait aujourd’hui partie de la ligne J et surplombe Fulton Street entre la station Alabama Avenue et une petite section qui tourne vers le nord au-delà de la station Crescent Street. La plupart des infrastructures qui existent toujours ont soit été construites soit réhabilitées entre 1915 et 1922 dans le cadre des Dual Contracts. Une section en particulier, la partie aérienne de la Franklin Avenue Shuttle Line qui fut construite entre 1896 et 1905 a été quasiment entièrement reconstruite en 1999.